# Isaac Acuña
Isaac Acuña Sánchez (Calexico, 18 agosto 1989) è un calciatore messicano con cittadinanza statunitense, attaccante svincolato.

## Carriera
Cresciuto nel settore giovanile dell'América, ha debuttato in prima squadra il 10 aprile 2010, in occasione dell'incontro di Primera División vinto per 3-1 in casa del Jaguares. Negli anni successivi si è alternato tra la squadra di Città del Messico e diverse esperienze in prestito con Querétaro, in massima serie, e CF Mérida, con cui ha disputato due mezze stagioni in seconda divisione. Rientrato alla base, è rimasto ai margini della rosa e nell'aprile del 2015 è stato acquistato a titolo definitivo dai peruviani del Pacífico SMP. Dopo sole 3 presenze nella seconda divisione locale, è tornato in Messico al Celaya, dove però in due anni ha giocato solo 9 partite tra campionato e coppa. Dal 2017 ha militato in varie squadre della massima serie guatemalteca, riuscendo anche ad esordire nelle competizioni continentali, fatta eccezione per una breve parentesi negli Stati Uniti tra il 2019 e il 2020 con i New York Cosmos e il Detroit City (in prestito dai Cosmos), nelle serie minori del campionato statunitense.

## Statistiche

### Presenze e reti nei club
Statistiche aggiornate al 23 febbraio 2023.
| Stagione                         | Squadra                          | Campionato                       | Campionato | Campionato | Coppe nazionali | Coppe nazionali | Coppe nazionali | Coppe continentali | Coppe continentali | Coppe continentali | Altre coppe | Altre coppe | Altre coppe | Totale | Totale |
| Stagione                         | Squadra                          | Comp                             | Pres       | Reti       | Comp            | Pres            | Reti            | Comp               | Pres               | Reti               | Comp        | Pres        | Reti        | Pres   | Reti   |
| -------------------------------- | -------------------------------- | -------------------------------- | ---------- | ---------- | --------------- | --------------- | --------------- | ------------------ | ------------------ | ------------------ | ----------- | ----------- | ----------- | ------ | ------ |
| 2009-2010                        | América                          | PD                               | 1          | 0          |                 | -               | -               |                    | -                  | -                  | IL          | -           | -           | 1      | 0      |
| gen.-giu. 2011                   | Querétaro                        | PD                               | 9          | 3          |                 | -               | -               |                    | -                  | -                  |             | -           | -           | 9      | 3      |
| 2011-gen. 2012                   | América                          | PD                               | 6          | 0          |                 | -               | -               |                    | -                  | -                  |             | -           | -           | 6      | 0      |
| Totale América                   | Totale América                   | Totale América                   | 7          | 0          |                 | -               | -               |                    | -                  | -                  |             | -           | -           | 7      | 0      |
| gen.-giu. 2012                   | CF Mérida                        | LDA                              | 6          | 0          |                 | -               | -               |                    | -                  | -                  |             | -           | -           | 6      | 0      |
| lug.-dic. 2012                   | CF Mérida                        | AM                               | 9          | 1          | CM              | 4               | 0               |                    | -                  | -                  |             | -           | -           | 13     | 1      |
| Totale CF Mérida                 | Totale CF Mérida                 | Totale CF Mérida                 | 15         | 1          |                 | 4               | 0               |                    | -                  | -                  |             | -           | -           | 19     | 1      |
| apr.-lug. 2015                   | Pacífico                         | SD                               | 3          | 0          |                 | -               | -               |                    | -                  | -                  |             | -           | -           | 3      | 0      |
| 2015-2016                        | Celaya                           | AM                               | 5          | 0          | CM              | 4               | 0               |                    | -                  | -                  |             | -           | -           | 9      | 0      |
| 2016-2017                        | Celaya                           | AM                               | 0          | 0          | CM              | 0               | 0               |                    | -                  | -                  |             | -           | -           | 0      | 0      |
| Totale Celaya                    | Totale Celaya                    | Totale Celaya                    | 5          | 0          |                 | 4               | 0               |                    | -                  | -                  |             | -           | -           | 9      | 0      |
| 2017-gen. 2018                   | Deportivo Sanarate               | LNF                              | 21         | 7          |                 | -               | -               |                    | -                  | -                  |             | -           | -           | 21     | 7      |
| gen.-gen. 2018                   | Comunicaciones                   | LNF                              | 18         | 3          |                 | -               | -               |                    | -                  | -                  |             | -           | -           | 18     | 3      |
| 2018-2019                        | Guastatoya                       | LNF                              | 37         | 8          |                 | -               | -               | CCL                | 2                  | 0                  |             | -           | -           | 39     | 8      |
| mar.-dic. 2020                   | N.Y. Cosmos                      | NISA                             | 2          | 0          |                 | -               | -               |                    | -                  | -                  |             | -           | -           | 2      | 0      |
| gen.-giu. 2021                   | Santa Lucía                      | LNF                              | 10         | 3          |                 | -               | -               |                    | -                  | -                  |             | -           | -           | 10     | 3      |
| 2021-2022                        | Santa Lucía                      | LNF                              | 43         | 23         |                 | -               | -               | CL                 | 4                  | 3                  |             | -           | -           | 47     | 26     |
| 2022-gen. 2023                   | Santa Lucía                      | LNF                              | 20         | 8          |                 | -               | -               |                    | -                  | -                  |             | -           | -           | 20     | 8      |
| Totale Santa Lucía Cotzumalguapa | Totale Santa Lucía Cotzumalguapa | Totale Santa Lucía Cotzumalguapa | 73         | 33         |                 | -               | -               |                    | -                  | -                  |             | -           | -           | 73     | 33     |
| gen.-gen. 2023                   | CSD Municipal                    | LNF                              | 3          | 0          |                 | -               | -               |                    | -                  | -                  |             | -           | -           | 3      | 0      |
| Totale carriera                  | Totale carriera                  | Totale carriera                  | 193        | 56         |                 | 8               | 0               |                    | 6                  | 3                  |             | -           | -           | 207    | 59     |

## Palmarès

### Club

#### Competizioni nazionali
- Campionato guatemalteco: 2

Guastatoya: Apertura 2019
Santa Lucía Cotzumalguapa: Clausura 2021

### Individuale
- Capocannoniere del campionato guatemalteco: 1

Clausura 2021 (12 gol)